# Архиепархия Энде
Архиепархия Энде (лат.  Archidioecesis Endehena) — архиепархия Римско-Католической церкви с центром в городе Энде, Индонезия. В митрополию Энде входят епархии Денпасара, Ларантуки, Маумере, Рутенга. Кафедральным собором архиепархии Энде является церковь Христа Царя в городе Энде.

## История
16 сентября 1913 года Конгрегация пропаганды веры издала декрет Ut in insulis, которым учредила апостольскую префектуру Малых Зондских островов, выделив её из апостольского викариата Батавии (сегодня — Архиепархия Джакарты). Пастырское попечение апостольской префектурой Малых Зондских острово было поручено монахам из монашеского ордена вербистов. 20 июля 1914 года к апостольской префектуре Малых Зондских островов была присоединена вся территория острова Флорес.
12 марта 1922 года Римский папа Пий XI издал бреве Ex officio supremi, которым преобразовал апостольскую префектуру Малых Зондских островов в апостольский викариат.
25 мая 1936 года и 10 июля 1950 года апостольский викариат Малых Зондских островов передал часть своей территория для возведения новых апостольского викариата Голландского Тимора (сегодня — Епархия Атамбуа) и апостольской префектуре Денпасара (сегодня — Епархия Денпасара).
8 марта 1951 года Римский папа Пий XII издал буллу Omnium Ecclesiarum, которой переименовал апостольский викариат Малых Зондских островов в апостольский викариат Энде и передал часть его территории для возведения новых апостольских викариатов Ларантуки (сегодня — Епархия Ларантуки) и Рутенга (сегодня — Епархия Рутенга). 20 октября 1959 года апостольский викариат Энде передал часть своей территории апостольской префектуре Витебулы (сегодня — Епархия Веетебулы).
3 января 1961 года Римский папа Иоанн XXIII издал буллу Quod Christus, которой возвёл апостольский викариат Энде в ранг архиепархии.
14 декабря 2005 года архиепархия Энде передала часть своей территории новой епархии Маумере.

## Ординарии архиепархии
- священник Пьетро Нойен SVD[1] (1913—1921);
- епископ Арнольд Верстрален SVD (14.03.1922 — 15.03.1932);
- епископ Гейнрих Левен SVD (25.04.1933 — 1950);
- епископ Антуан Хюберт Тейссен SVD (8.03.1951 — 3.01.1961) — назначен епископом Ларантуки;
- архиепископ Габриэль Вильгельм Манек SVD (3.01.1961 — 19.12.1968);
- архиепископ Донат Джагом SVD (19.12.1968 — 23.02.1996);
- архиепископ Лонгин Да Чунха (23.02.1996 — 6.04.2006);
- архиепископ Викентий Сенси Потокота (14.04.2007 — 19.11.2023).

## Источник
- Annuario Pontificio, Libreria Editrice Vaticana, Città del Vaticano, 2003, ISBN 88-209-7422-3
- Декрет Ut in insulis Архивная копия от 27 марта 2010 на Wayback Machine, AAS 5 (1913), стр. 433  (лат.)
- Бреве Ex officio supremi Архивная копия от 27 марта 2010 на Wayback Machine, AAS 14 (1922), стр. 224  (лат.)
- Булла Omnium Ecclesiarum Архивная копия от 3 марта 2016 на Wayback Machine, AAS 43 (1951), стр. 452  (лат.)
- Bolla Quod Christus Архивная копия от 7 октября 2013 на Wayback Machine, AAS 53 (1961), стр. 244  (лат.)